# Periophthalmus novemradiatus
Periophthalmus novemradiatus — вид стрибунів, родина Бичкових. Поширений вздовж берегів Індії. Солонуватоводна \ морська тропічна мангрова риба, що сягає 10 см довжиною.